# Степурино (деревня, Нижегородская область)
Степурино — деревня в Навашинском городском округе Нижегородской области России. До мая 2015 года входила в состав Натальинского сельсовета.
Расположена в 205 км к юго-западу от Нижнего Новгорода, в 33 км к востоку от районного центра — города Навашина.

## Население
| 2002 | 2010 |
| ---- | ---- |
| 614  | ↘437 |